# Paulo Alcântara Gomes
Paulo Alcântara Gomes (Rio de Janeiro, 7 mei 1945) is een Braziliaanse natuurkundige en civiel ingenieur. Hoogleraar Gomes is lid van de Club van Rome en van de Braziliaanse Orde van Wetenschappelijke Verdiensten.
Op 15 oktober 1998 ontving hij een nationale onderscheiding vanwege zijn rol in de wetenschap.

## Publicaties
Gomes publiceerde onder andere:
- Análise Dinâmica de Vigas Sanduiche Comprimidas (1971)
- Application de la Méthode des Equivalences au Calcul de Barrages - Voute (1976)
- Uma Contribuição ao Cálculo Estático e Dinâmico de Estruturas de Reatores de Pesquisa (1978)
- L'Enseignement superieur et le Progrès Technique au Brésil (1979)
- Engineering Education and New Technologies (1992)